# Nepenthes muluensis
Nepenthes muluensis är en tvåhjärtbladig växtart som beskrevs av Mitsuru Hotta. Nepenthes muluensis ingår i släktet Nepenthes och familjen Nepenthaceae. Inga underarter finns listade i Catalogue of Life.

## Bildgalleri

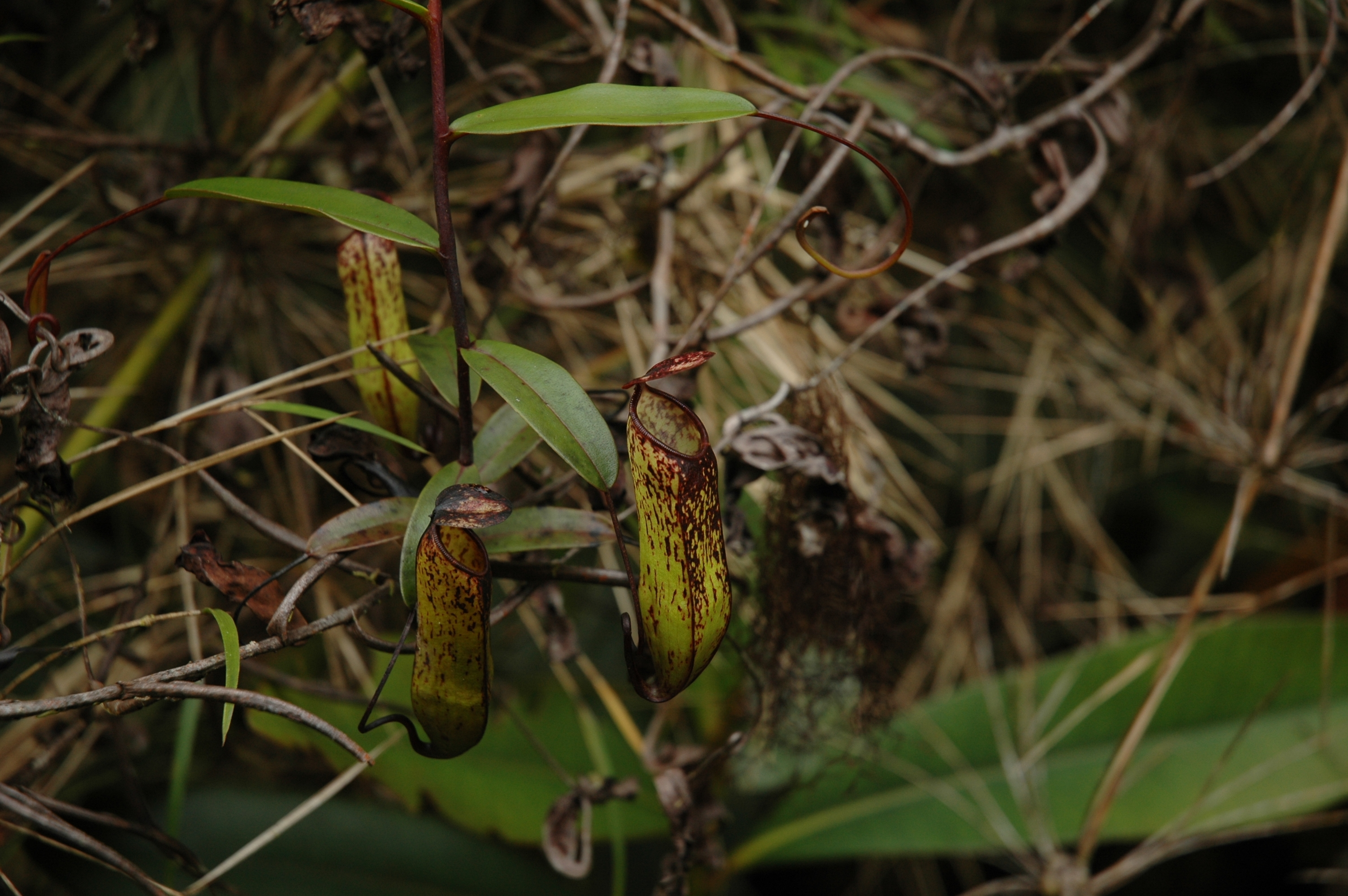
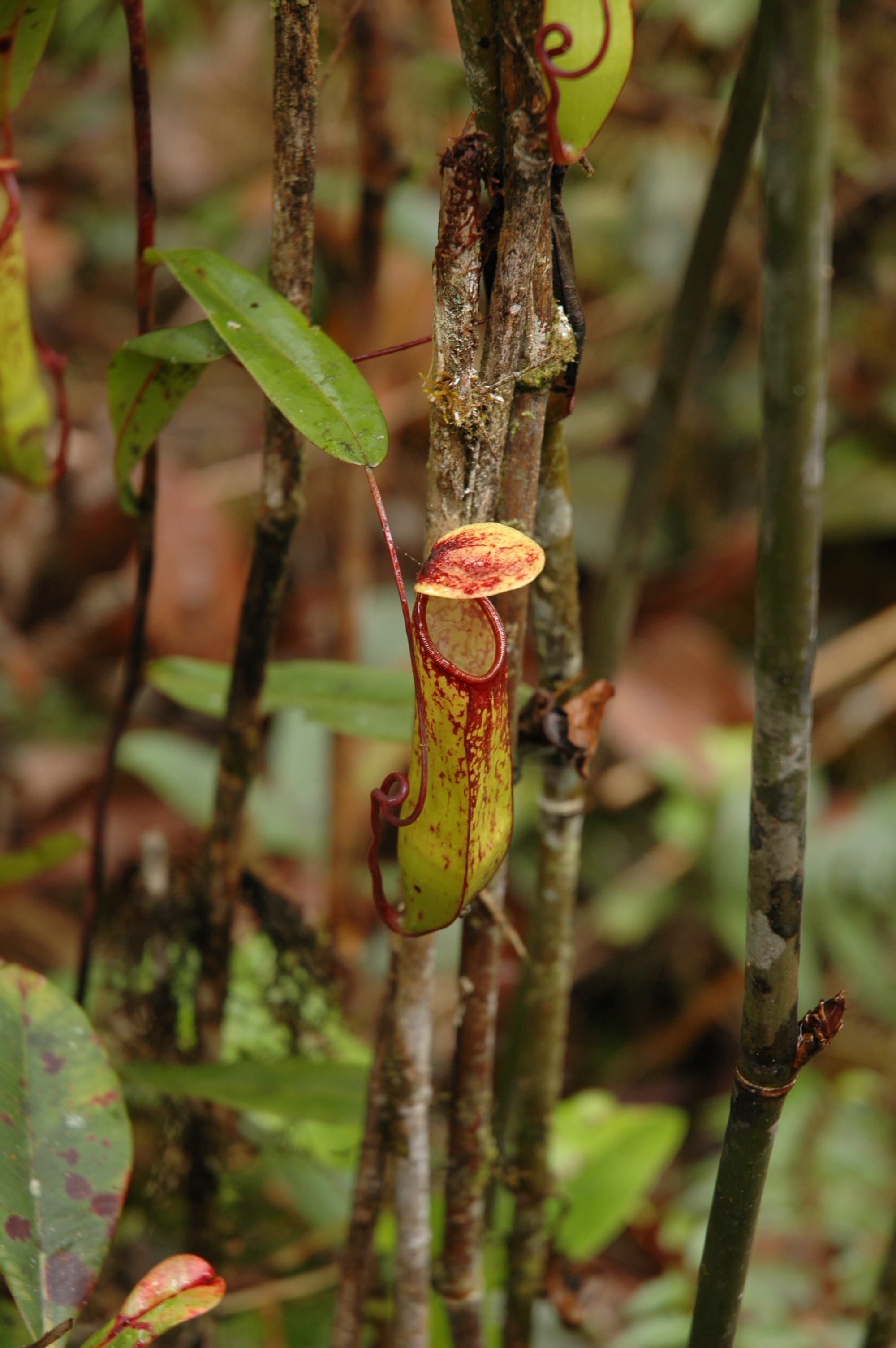
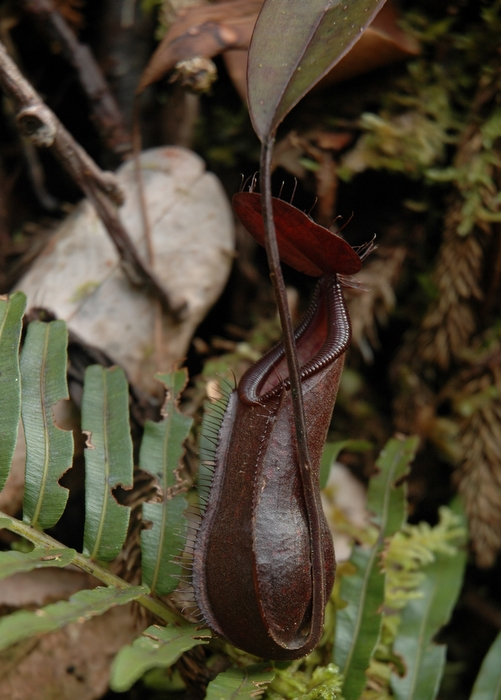
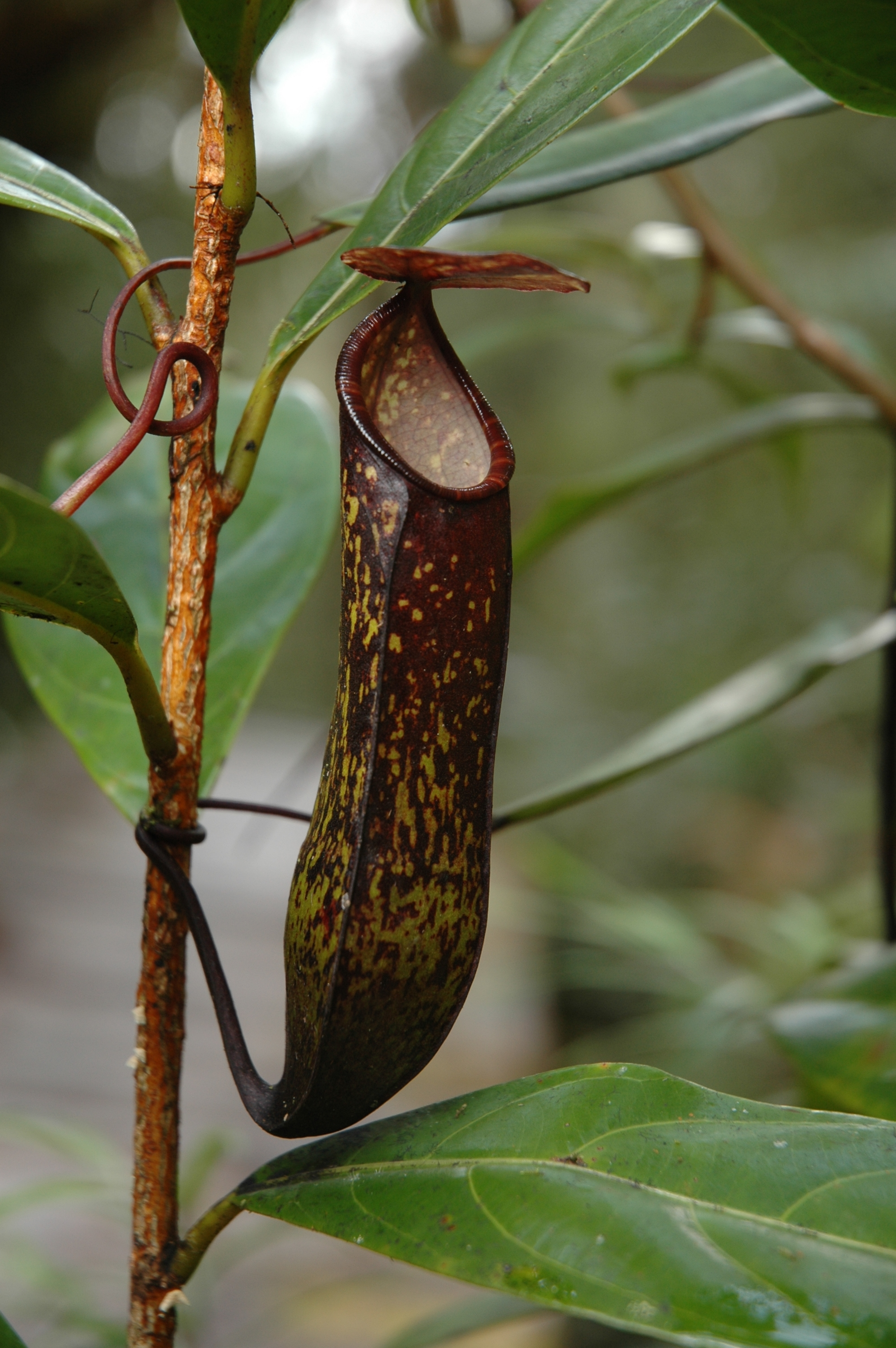
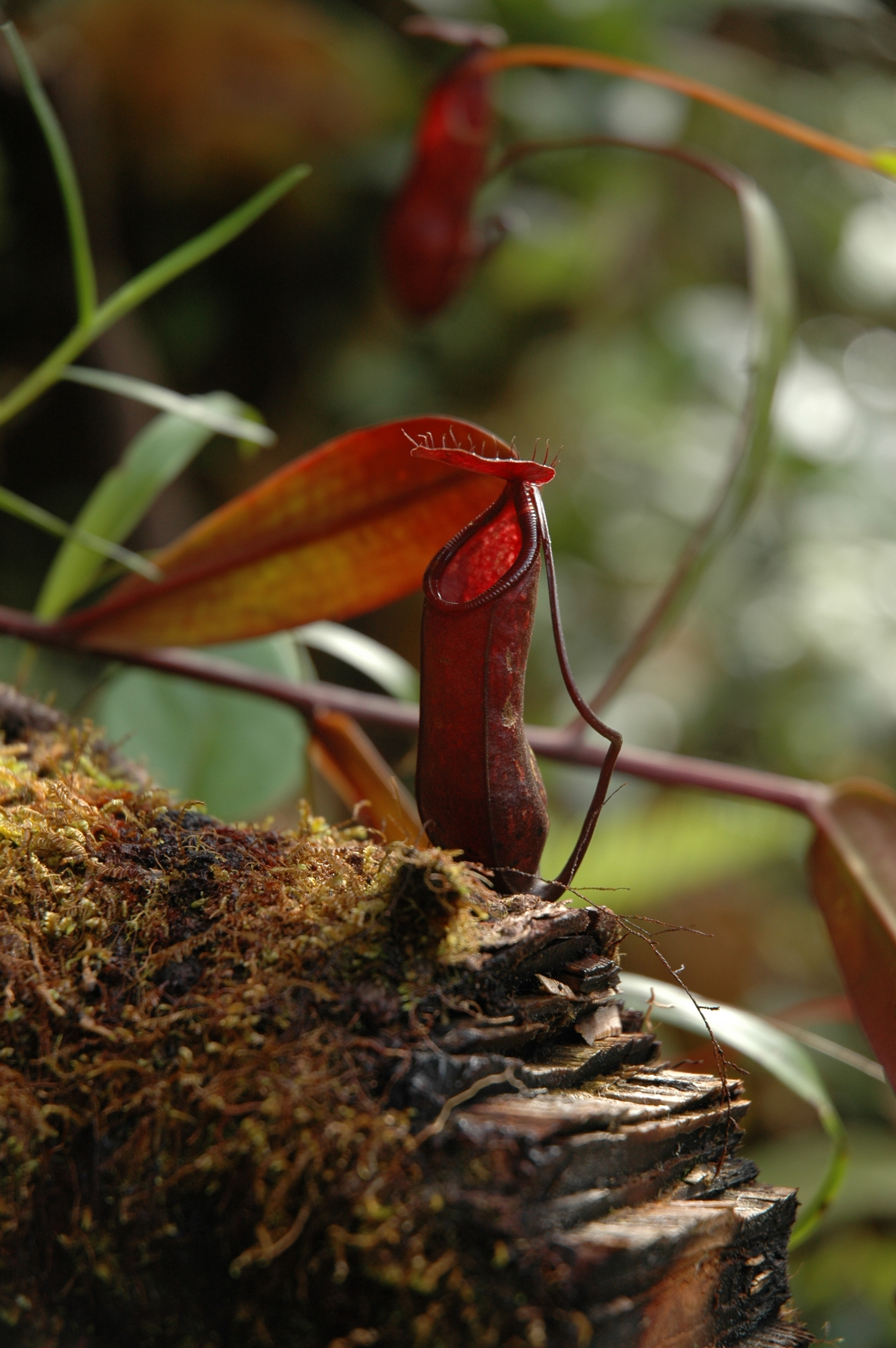
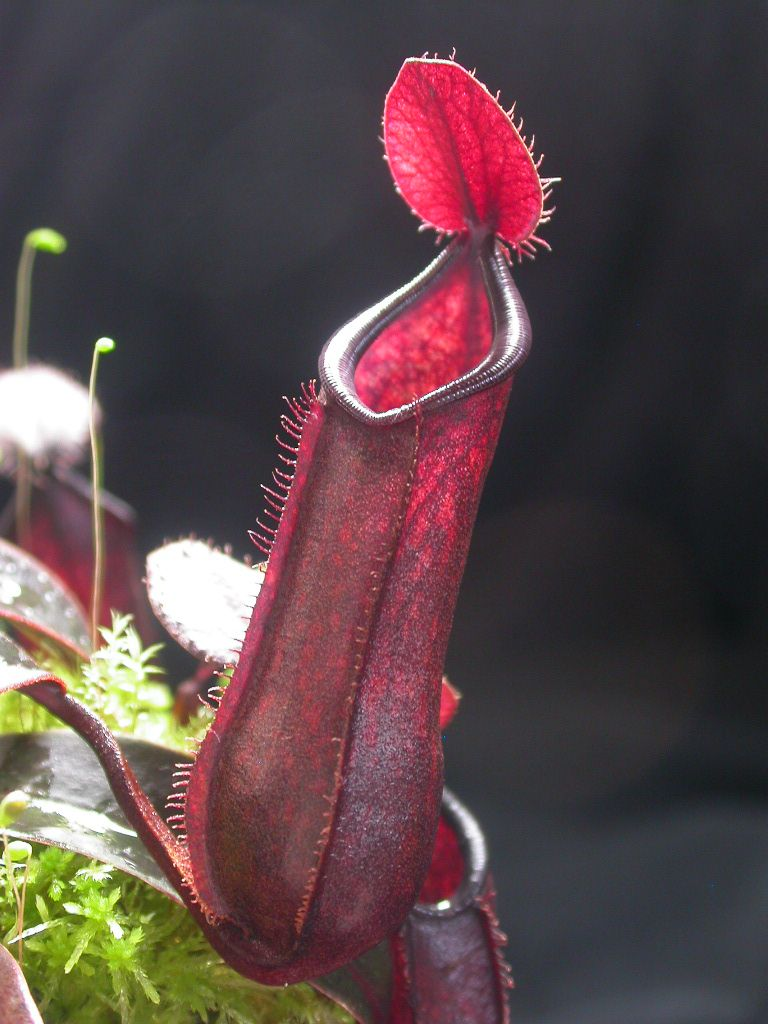